# Aiguilles de Chabrières
Pour les articles homonymes, voir Chabrières.
Les aiguilles de Chabrières (ou parfois pic de Chabrières) sont un sommet du sud du massif des Écrins, entre les communes de Réallon et de Prunières, dans le département des Hautes-Alpes, en France.
Elles surplombent le lac de Serre-Ponçon et font face au pic de Morgon.

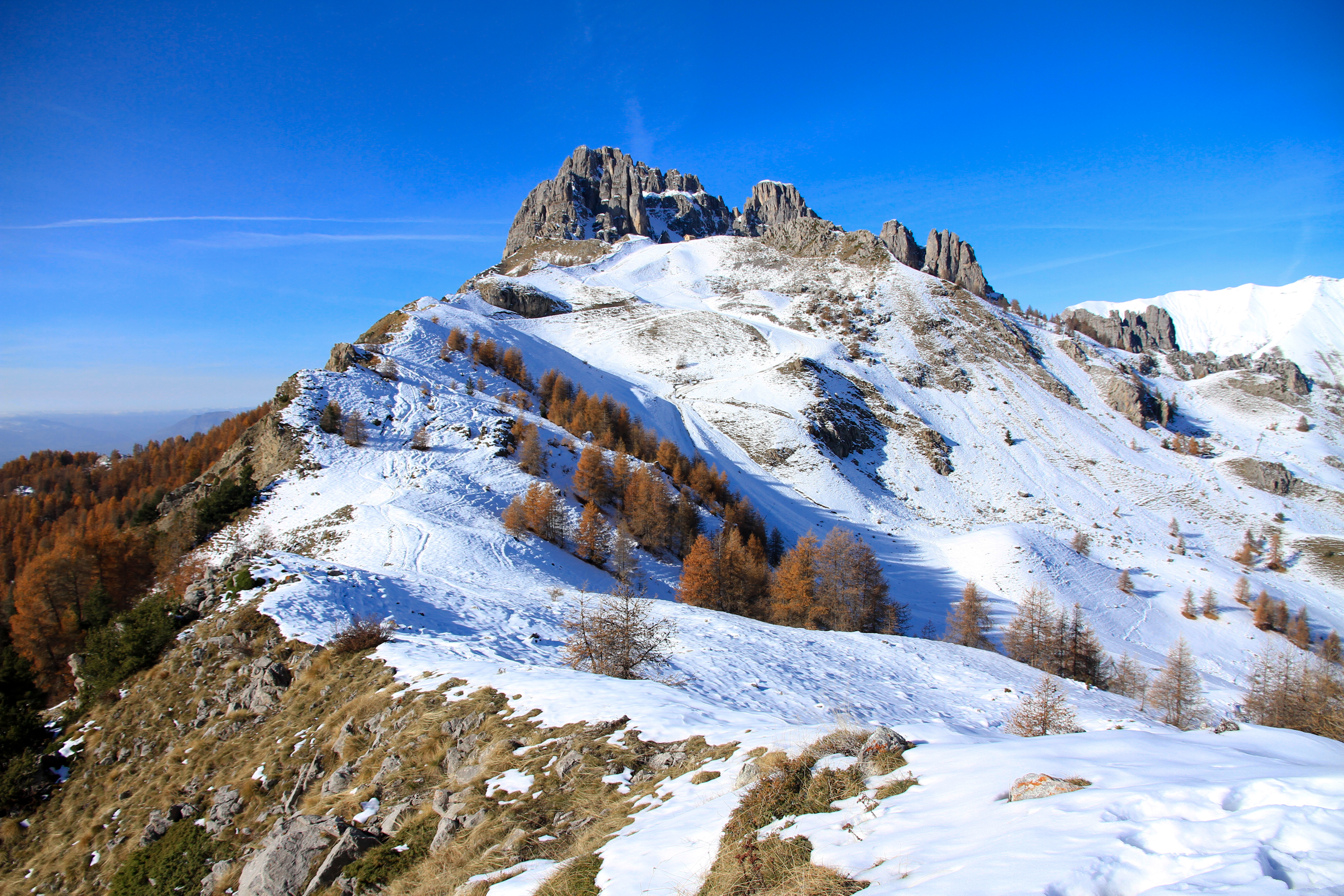
Les aiguilles de Chabrières en automne.